# 마이애미 프리덤 파크
마이애미 프리덤 파크(Miami Freedom Park)는 미국 플로리다주 마이애미에 위치한 축구 전용 경기장이다. 2022년 봄, 마이애미 시는 마이애미 국제공항과 가까운 멜리즈 골프장의 부지에 경기장을 건설하는 것을 최종 승인했다. 이 같은 결정까지 경기장 건설을 위한 수많은 장소들이 고려되는 긴 과정을 거쳤다. 현재의 계획은 2026년 MLS 시즌에 맞춰 경기장을 개장하는 것이다.